# Dalszínház utca
Dalszínház utca est une rue de Budapest, située dans le quartier de Terézváros (6e arrondissement).